# Kidumu Mantantu
Raoul Albert Kidumu Mantantu appelé Kidumu Mantantu, né le 17 novembre 1946 à Thysville, aujourd'hui Mbanza Ngungu, est un footballeur zaïrois des années 1960 et 1970. Il évoluait au poste de milieu de terrain. Il a commencé sa carrière au sein des Diables Rouges de Mbanza Ngungu qui lui ont servi d'ascenseur, avant de se faire enrôler au sein du CS Imana FC Matiti Mabe. Avant-centre de soutien, il fut sélectionné dans l'équipe des Léopards du Zaïre. En 1974, il fut le capitaine de cette équipe, la première sélection de l'Afrique sud-saharienne à avoir participé à une Coupe du monde de football ; c'était en 1974 à Gelsenkirchen..

## Biographie
Il est international zaïrois. Il dispute 3 Coupes d'Afrique des nations : en 1968 (vainqueur, 2 buts), 1972 (4e) et 1974 (vainqueur, 1 but). Il dispute également la Coupe du monde 1974 (1er tour, 3 matchs, 0 but, 1 carton jaune).
En club, il a joué pour le CS Imana.

## Palmarès
- Vainqueur de la Coupe d'Afrique des nations 1968 et de la Coupe d'Afrique des nations 1974